# (5358) 1992 QH
1992 كيو إتش (ويعرف أيضًا باسم (5358) 1992 كيو إتش وفق تسمية الكوكب الصغير) (بالإنجليزية: 1992 QH)‏ هو كويكب ضمن حزام الكويكبات؛ وترتيبه 5358 من حيث الاكتشاف.
اكتُشف هذا الجُرم الفلكي بواسطة هيروشي كانيدا في 26 أغسطس 1992.

## وصلات خارجية
- (5358) 1992 QH في قاعدة بيانات مختبر الدفع النفاث لأجرام النظام الشمسي الصغيرة

- الاكتشاف · مخطط المدار ·  العناصر المدارية · المعلمات المادية

- (5358) 1992 QH على موقع ويكي سكاي: DSS2, SDSS, GALEX, IRAS, Hydrogen α, X-Ray, Astrophoto, Sky Map, Articles and images